# Cestaio

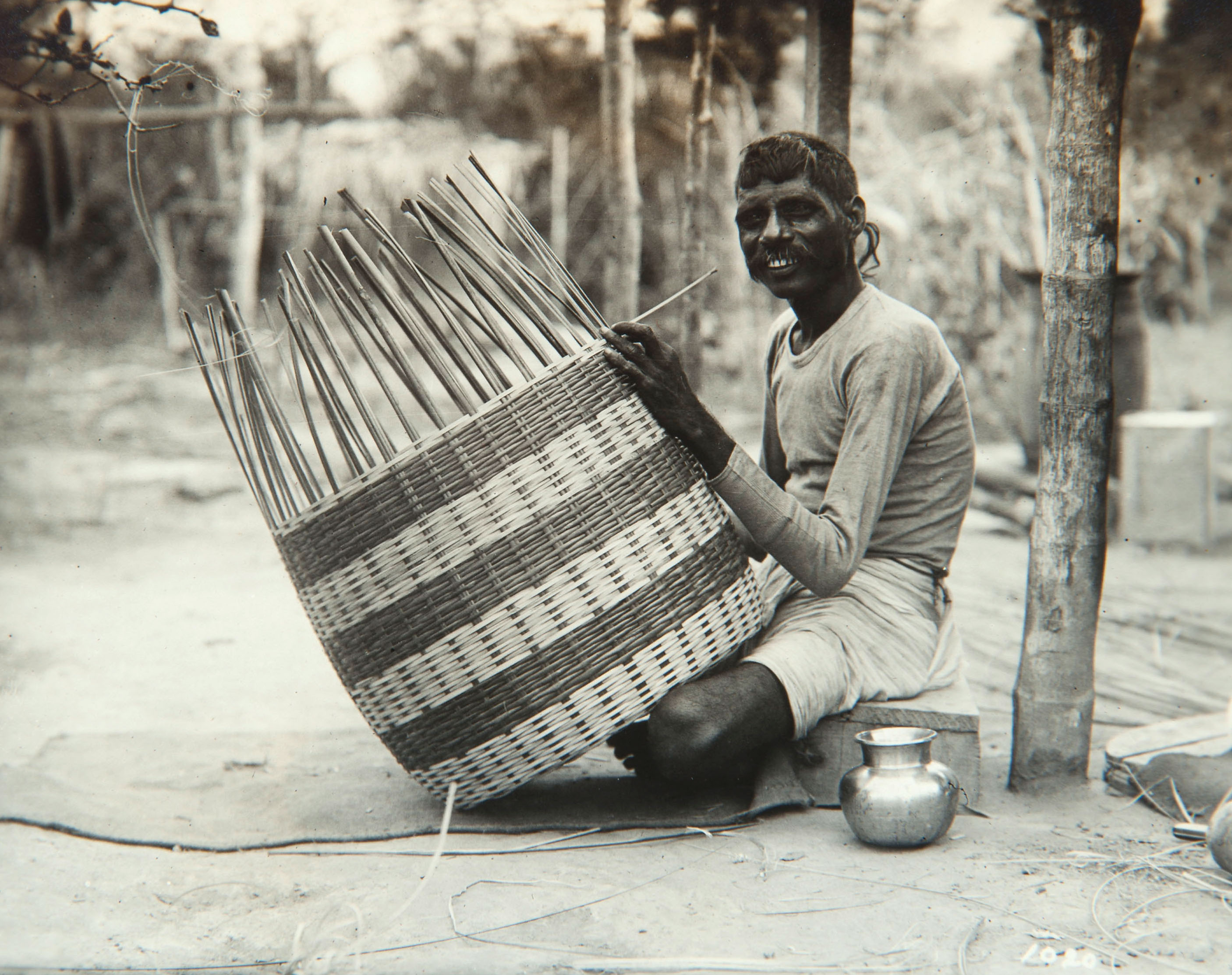
Cestaio

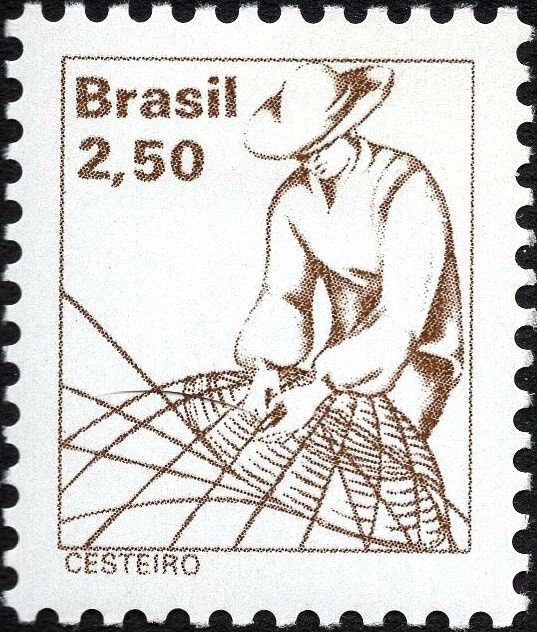
Francobollo brasiliano del 1979 dedicato al mestiere del cestaio (cesteiro)

Il cestaio è un artigiano dedito alla fabbricazione di cesti.

## Cestai in Friuli
In Friuli raramente il cestaio è stato un mestiere vero e proprio. L'abbondanza di saliceti lungo i corsi d'acqua consentiva ai contadini di procurarsi con facilità la materia prima per poi autoprodurre i contenitori indispensabili nelle pratiche agricole e nella vita domestica. Molto spesso il contadino cestaio, esperto delle tecniche d'intreccio, si prestava a costruire vagli, canestri, panieri ecc. in cambio di prodotti in natura. L'arte dell'intrecciatura si apprendeva in genere in una sorta di apprendistato familiare, durante le pause dalle occupazioni maggiori, soprattutto nella stagione invernale e nei giorni di maltempo, quando il legno è più flessibile. Tra la fine dell'Ottocento e gli inizi del Novecento, soprattutto lungo il corso dei fiumi Tagliamento e Isonzo, furono costituiti consorzi e cooperative specializzati nella produzione di manufatti intrecciati e vere e proprie scuole nelle quali i giovani apprendevano le tecniche della lavorazione del vimini.